# Rodino (rejon szypunowski)
Rodino (ros. Родино) – wieś (sieło) w Rosji, w Kraju Ałtajskim, w rejonie szypunowskim. W 2021 liczyła 987 mieszkańców.